# Передняя Азия
Пере́дняя А́зия, также За́падная А́зия, Ю́го-За́падная А́зия — географический регион в юго-западной Азии, включающий в себя с географической точки зрения полуострова Малая Азия (Малоазиатское нагорье) и Аравийский полуостров и прилегающие к ним территории восточного побережья Средиземного моря (Левант), Кавказа (Закавказье), Армянского и Иранского нагорий, и Месопотамской низменности. С политической точки зрения включает три региона — Ближний Восток (без Африканской части), Средний Восток и Закавказье (частично).

## Терминология
- Термин «Передняя Азия» в русском языке возник как перевод нем. Vorderasien[3]. Он преобладает в работах по истории, археологии и лингвистике. В антропологии существует термин переднеазиатская раса, синонимом которой является арменоидная или ассироидная раса внутри европеоидной расы. Переднеазиатский леопард также называется кавказским барсом или персидским леопардом. Таким образом, Передняя Азия включает в себя регионы Великой Армении, Ассирии (Месопотамии), Персии, и часть Кавказа. Передняя Азия граничит с регионами Средней (по Копетдагу) и Южной Азии (по Гиндукушу), Южной и Восточной Европы (по Черноморским проливам и горам Кавказа), а также Африки (по Суэцкому каналу).
- Термин «Западная Азия» возник позднее, частично под влиянием англ. Western Asia. Он широко употребляется в работах по современной истории, географии, а также международному праву. В работах по этнографии и биологии используются оба термина. Западноазиатские игры включают страны арабского мира и Иран (без Турции, Кипра и стран Кавказа).

## Геологическое строение
Большая часть Западной Азии заполнена горными сооружениями Альпийской геосинклинальной области, продолжающими горные сооружения Южной Европы. В рельефе они выражены в виде нагорий с относительно приподнятыми окраинными цепями и опущенными внутренними плоскогорьями. На юге к ним причленяется Аравийско-Сирийская глыба, представляющая часть Африканской платформы. Аравийская область во всех отношениях ближе к Северной Африке, чем к остальной Азии.

## Природные характеристики
Общей характеристикой является преобладание аридных ландшафтов с широким распространением пустынь (Руб-эль-Хали, Большой Нефуд, Дехна, Сирийская пустыня, Тихама), полупустынь и сухих степей, наличием огромных бессточных областей. Преобладает эпизодический и сезонный стоки по пересыхающим ущельям и руслам (вади), достигающим сотен километров длины (Эр-Румма — 900 км). В Месопотамии протекают постоянные транзитные реки Тигр и Евфрат, сливающиеся в общем устье Шатт-эль-Араб. Постоянное течение имеют также реки Леванта — Иордан и другие. Очень велико значение подземных вод, добываемых в оазисах с помощью колодцев и подземных галерей феледж (араб. فلج‎, типа кяризов). Пресные проточные озёра известны в Леванте. Там же находится уникальное солёное озеро Мёртвое море.
Лучшей увлажнённостью отличаются побережья Средиземного, Чёрного, юга Каспийского морей, а также юго-запад Аравийского полуострова и некоторые горные районы.
Регион богат нефтью (главным образом, в бассейне Персидского залива и Каспийского моря).
Важную роль в сельском хозяйстве большинства стран Передней Азии играет наличие пастбищных угодий, что определяет развитие здесь скотоводства (во многих районах — кочевого).

## Граница между Передней Азией и Европой
Помимо частично расположенной на юго-востоке Европы Турции, такие закавказские страны, как Грузия и Азербайджан, некоторыми источниками относятся частично к Восточной Европе (см. Граница между Европой и Азией). Географически относящиеся к переднеазиатскому региону Армения, Грузия и Азербайджан входят в Совет Европы, а Кипр — в Евросоюз. Оба из перечисленных государств имеют продолжительные политические, экономические, и историко-культурные связи с Европой.
Израиль является членом некоторых европейских организаций, в частности спортивных (UEFA, Европейские олимпийские комитеты), во избежание конфликтных ситуаций с пограничными государствами.

## Современное политическое деление
В настоящее время этот регион охватывает территории государств:

| - Афганистан (обычно не включается в понятие Западной Азии) - Азербайджан (полностью или большей частью) - Армения - Бахрейн - Грузия (полностью или большей частью) - Египет (только Синайский полуостров) - Израиль - Иордания - Ирак - Иран | - Йемен - Катар - Кипр (часто относят к европейскому политико-культурному пространству) - Кувейт - Ливан - ОАЭ - Оман - Саудовская Аравия - Сирия - Турция (кроме Восточной Фракии) |

На территории региона находятся несколько частично признанных государств мира:
- Республика Абхазия
- Северный Кипр
- Южная Осетия
- Государство Палестина

Основные этнические группы региона:
- азербайджанцы
- ассирийцы
- арабы
- армяне
- бахтиары
- гилянцы
- греки-киприоты
- грузины
- евреи
- курды
- осетины
- луры
- персы
- пуштуны
- талыши
- турки